# Pieter Moerenhout
Pieter Moerenhout (Rotterdam, 25 april 1930 − Lochem, 13 augustus 2018) was mede-oprichter van het Nationaal Muziekinstrumenten Fonds en drager van de Zilveren Anjer.

## Biografie
Moerenhout was een zoon van een letterzetter die later theologie studeerde en predikant werd. Hij volgde een lerarenopleiding en was 33 jaar docent Nederlands. Hij had ook een grote liefde voor de muziek en zong vanaf de jaren 1960. In die tijd kreeg hij ook een baan als professioneel zanger aangeboden bij het Nederlands Kamerkoor maar financiële overwegingen vanwege het gezin beletten hem die baan aan te nemen. Niettemin bleven hij en zijn echtgenote nauw betrokken bij het met name Utrechtse kunstleven, onder andere door bezoeken aan bijeenkomsten van de Sociëteit De Engelenzang. Na zijn werkzame leven ging hij beeldhouwen en nam lessen bij de Utrechtse kunstacademie Artibus.
In 1969 werkte hij mee aan de reeks Het Geheimzinnige leven over plant- en dierkunde waarvan verscheidene herdrukken tot 1974 verschenen. In 1971 publiceerde hij Mens en milieu, een inleiding tot de milieukunde, nadat hij kennis had genomen van het rapport van de Club van Rome; in 1972 werd op basis van dit werk een Milieuwerkboek, gebaseerd o.a. op Mens en milieu van Pieter Moerenhout gepubliceerd.
Toen een dochter rond 1984 haar conservatoriumstudie had afgerond, leende hij tienduizenden guldens om een viool voor haar te kopen zodat zij verder carrière kon maken. Dit bracht hem op het idee om ook voor andere jongeren een instrument ter beschikking te stellen waarna hij, samen met Theo Olof, het Nationaal Muziekinstrumenten Fonds oprichtte. Vanwege deze inzet kreeg hij in 1993 de Zilveren Anjer; daarnaast was hij Officier in de Orde van Oranje-Nassau.
Moerenhout overleed in 2018 op 88-jarige leeftijd.